# Llista de monuments de l'Alt Penedès
Llista de monuments de l'Alt Penedès inclosos en l'Inventari del Patrimoni Arquitectònic de Catalunya per la comarca de l'Alt Penedès. Inclou els inscrits en el Registre de Béns Culturals d'Interès Nacional (BCIN) amb una classificació arquitectònica, els béns culturals d'interès local (BCIL) immobles i la resta de béns arquitectònics integrants del patrimoni cultural català.

## Les Cabanyes
| Monument                                                          | Protecció | Estil/època                      | Localització                            | Coordenades                                          | Codi?     | Imatge |
| ----------------------------------------------------------------- | --------- | -------------------------------- | --------------------------------------- | ---------------------------------------------------- | --------- | --- |
| Conjunt de Sant Valentí, Església de Sant Valentí de les Cabanyes | BCIL 2021 | Romànic, barroc XI, XVII-XVIII   | Les Cabanyes C. Bisbe Torras i Bages, 6 | 41° 22′ 26″ N, 1° 41′ 35″ E / 41.373842°N,1.693040°E | IPA-2539  | Església de Sant Valentí de les Cabanyes (les Cabanyes) · Vegeu més fotos d'aquest monument · Carregueu una nova foto d'aquest monument |
| Església parroquial de Sant Valentí de les Cabanyes               |           | Historicisme XX Inici            | Les Cabanyes Carrer 5                   | 41° 22′ 21″ N, 1° 41′ 25″ E / 41.372465°N,1.690329°E | IPA-2540  | Església parroquial de Sant Valentí (les Cabanyes) · Vegeu més fotos d'aquest monument · Carregueu una nova foto d'aquest monument      |
| Mas de l'Estrella                                                 |           | Gòtic tardà, obra popular XV-XVI | Les Cabanyes Barri de l'Albornar        |                                                      | IPA-2541  | Carregueu una nova foto d'aquest monument                                                                                               |
| Mas Gomà                                                          |           | Obra popular XVIII               | Les Cabanyes C. Torres i Bages, 25      | 41° 22′ 20″ N, 1° 41′ 23″ E / 41.372137°N,1.689624°E | IPA-2542  | Mas Gomà (les Cabanyes) · Vegeu més fotos d'aquest monument · Carregueu una nova foto d'aquest monument                                 |
| Cal Florit                                                        |           | Eclecticisme                     | Les Cabanyes C. Torres i Bages          | 41° 22′ 21″ N, 1° 41′ 16″ E / 41.372550°N,1.687894°E | IPA-2543  | Cal Florit (les Cabanyes) · Vegeu més fotos d'aquest monument · Carregueu una nova foto d'aquest monument                               |
| Celler Cooperatiu de les Cabanyes                                 |           | Noucentisme, modernisme XX Inici | Les Cabanyes Carrer 5                   | 41° 22′ 16″ N, 1° 41′ 25″ E / 41.371123°N,1.690320°E | IPA-2544  | Celler Cooperatiu de les Cabanyes · Vegeu més fotos d'aquest monument · Carregueu una nova foto d'aquest monument                       |
| Cal Sebastià                                                      |           | Eclecticisme                     | Les Cabanyes Pl. Ajuntament, 2          | 41° 22′ 17″ N, 1° 41′ 20″ E / 41.371413°N,1.688969°E | IPA-12072 | Cal Sebastià (les Cabanyes) · Vegeu més fotos d'aquest monument · Carregueu una nova foto d'aquest monument                             |
| Cal Roc                                                           |           | Eclecticisme                     | Les Cabanyes C. Avinguda, 1-30          | 41° 22′ 16″ N, 1° 41′ 20″ E / 41.371169°N,1.688854°E | IPA-12073 | Cal Roc (les Cabanyes) · Modifica el valor a Wikidata · Carregueu una nova foto d'aquest monument                                       |
| Ca la Pepeta, Casa Josep Rovira                                   |           | Eclecticisme                     | Les Cabanyes                            | 41° 22′ 11″ N, 1° 41′ 29″ E / 41.369760°N,1.691334°E | IPA-12075 | Ca la Pepeta (les Cabanyes) · Modifica el valor a Wikidata · Carregueu una nova foto d'aquest monument                                  |

## Castellet i la Gornal
Vegeu la llista de monuments de Castellet i la Gornal

## Castellví de la Marca
| Monument                                                        | Protecció    | Estil/època                              | Localització                                                                                       | Coordenades                                          | Codi?         | Imatge |
| --------------------------------------------------------------- | ------------ | ---------------------------------------- | -------------------------------------------------------------------------------------------------- | ---------------------------------------------------- | ------------- | --- |
| Castellvell de la Marca, el Castellot                           | BCIN 666-MH  | Romànic Medieval                         | Castellví de la Marca Ctra. BV-2176, km 7, a 2 km                                                  | 41° 20′ 15″ N, 1° 34′ 43″ E / 41.337592°N,1.578575°E | RI-51-0005367 | Castellvell de la Marca (Castellví de la Marca) · Vegeu més fotos d'aquest monument · Carregueu una nova foto d'aquest monument                  |
| Castell de les Pujades                                          | BCIN 667-MH  | Obra popular, gòtic XII-XIV              | Castellví de la Marca Ctra. B-212, km 5,5 a uns 400 m al nord                                      | 41° 19′ 57″ N, 1° 37′ 32″ E / 41.332470°N,1.625612°E | RI-51-0005453 | Castell de les Pujades (Castellví de la Marca) · Vegeu més fotos d'aquest monument · Carregueu una nova foto d'aquest monument                   |
| Torre de Can Pascol, Can Pasqual, Torre Rodona                  | BCIN 688-MH  | Romànic XI                               | Castellví de la Marca Ctra. BV-2128, km 6,7, a 2 km                                                | 41° 20′ 55″ N, 1° 34′ 26″ E / 41.348473°N,1.573917°E | RI-51-0005454 | Torre de Can Pascol (Castellví de la Marca) · Vegeu més fotos d'aquest monument · Carregueu una nova foto d'aquest monument                      |
| Torre de la Torreta, la Torreta                                 | BCIN 1875-MH | Obra popular, romànic Medieval           | Castellví de la Marca Al peu del puig del castell                                                  | 41° 19′ 37″ N, 1° 34′ 43″ E / 41.327°N,1.578636°E    | RI-51-0005455 | Torre de la Torreta (Castellví de la Marca) · Vegeu més fotos d'aquest monument · Carregueu una nova foto d'aquest monument                      |
| Cal Noia                                                        | BCIL 2014    | Obra popular, gòtic XV                   | Castellví de la Marca Ctra. BV-2128, km 6, a 200 m                                                 | 41° 20′ 29″ N, 1° 35′ 12″ E / 41.341382°N,1.586672°E | IPA-2556      | Cal Noia (Castellví de la Marca) · Vegeu més fotos d'aquest monument · Carregueu una nova foto d'aquest monument                                 |
| Església de Santa Maria de la Múnia                             | BCIL 2014    | Historicisme XIX                         | Castellví de la Marca Pl. Vella, la Múnia                                                          | 41° 19′ 35″ N, 1° 37′ 13″ E / 41.326475°N,1.620140°E | IPA-2559      | Església de Santa Maria de la Múnia (Castellví de la Marca) · Vegeu més fotos d'aquest monument · Carregueu una nova foto d'aquest monument      |
| Mas Lloet de Baix, Cal Teixó                                    | BCIL 2014    | Modernisme XX                            | Castellví de la Marca Ctra. BV-2171, km 15,5 a 300 m                                               | 41° 18′ 52″ N, 1° 36′ 00″ E / 41.314470°N,1.600132°E | IPA-2560      | Mas Lloet de Baix (Castellví de la Marca) · Vegeu més fotos d'aquest monument · Carregueu una nova foto d'aquest monument                        |
| Mas Lloet de Dalt, Mont Marçal                                  | BCIL 2014    | Obra popular XIX                         | Castellví de la Marca Ctra. BV-2171, km 15,5 a 300 m                                               | 41° 18′ 55″ N, 1° 36′ 00″ E / 41.315226°N,1.600104°E | IPA-2561      | Mas Lloet de Dalt (Castellví de la Marca) · Vegeu més fotos d'aquest monument · Carregueu una nova foto d'aquest monument                        |
| Mas Cota                                                        | BCIL 2014    | Obra popular Medieval                    | Castellví de la Marca Prolongació carrer Mas Cota, la Múnia                                        | 41° 19′ 47″ N, 1° 36′ 45″ E / 41.329697°N,1.612413°E | IPA-2562      | Mas Cota (Castellví de la Marca) · Vegeu més fotos d'aquest monument · Carregueu una nova foto d'aquest monument                                 |
| Ca l'Olivella                                                   | BCIL 2014    | Obra popular, noucentisme                | Castellví de la Marca Ctra. BV-212, km 18,75 a 500 m                                               | 41° 19′ 33″ N, 1° 35′ 52″ E / 41.325925°N,1.597712°E | IPA-2563      | Carregueu una nova foto d'aquest monument |
| Capella de Sant Miquel                                          |              | Romànic X                                | Castellví de la Marca Ctra. BV-2176, km 7,3, a 2 km, al costat de la torre d'homenatge del castell | 41° 20′ 16″ N, 1° 34′ 43″ E / 41.337705°N,1.578493°E | IPA-2564      | Capella de Sant Miquel (Castellví de la Marca) · Vegeu més fotos d'aquest monument · Carregueu una nova foto d'aquest monument                   |
| Església de Sant Sadurní de la Marca, Sant Sadurní de Castellví | BCIL 2014    | Romànic, gòtic XI, XIII, XV              | Castellví de la Marca Ctra. BV-2176, km 7,3                                                        | 41° 20′ 06″ N, 1° 34′ 58″ E / 41.335037°N,1.582746°E | IPA-2566      | Església de Sant Sadurní de la Marca (Castellví de la Marca) · Vegeu més fotos d'aquest monument · Carregueu una nova foto d'aquest monument     |
| Capella de la Verge del Vinyet                                  | BCIL 2014    | Obra popular, neoclassicisme Medieval    | Castellví de la Marca Ctra. BV-2128, km 6 a 200 m                                                  | 41° 20′ 25″ N, 1° 35′ 12″ E / 41.340148°N,1.586698°E | IPA-2567      | Capella de la Verge del Vinyet (Castellví de la Marca) · Vegeu més fotos d'aquest monument · Carregueu una nova foto d'aquest monument           |
| Can Morgades del Grau                                           | BCIL 2014    | Barroc, historicisme, modernisme XVII-XX | Castellví de la Marca Ctra. BV-2128                                                                | 41° 20′ 47″ N, 1° 35′ 49″ E / 41.346282°N,1.597000°E | IPA-2568      | Can Morgades del Grau (Castellví de la Marca) · Vegeu més fotos d'aquest monument · Carregueu una nova foto d'aquest monument                    |
| Capella de Sant Andreu de les Conilleres                        | BCIL 2014    | Obra popular XVIII                       | Castellví de la Marca Ctra. BV-2128, km 5                                                          | 41° 20′ 46″ N, 1° 35′ 54″ E / 41.345982°N,1.598262°E | IPA-2569      | Capella de Sant Andreu de les Conilleres (Castellví de la Marca) · Vegeu més fotos d'aquest monument · Carregueu una nova foto d'aquest monument |
| Ca l'Almirall                                                   | BCIL 2014    | Obra popular, gòtic Medieval             | Castellví de la Marca Ctra. BV-2128, km 4, a 200 m                                                 | 41° 20′ 46″ N, 1° 36′ 31″ E / 41.346107°N,1.608538°E | IPA-2571      | Ca l'Almirall (Castellví de la Marca) · Vegeu més fotos d'aquest monument · Carregueu una nova foto d'aquest monument                            |
| Cal Puig-rodó                                                   | BCIL 2014    | Obra popular Medieval                    | Castellví de la Marca Ctra. BV-2176, km 7,3 a 200 m                                                | 41° 19′ 52″ N, 1° 35′ 00″ E / 41.330982°N,1.583359°E | IPA-2572      | Carregueu una nova foto d'aquest monument |
| Cal Montserrat                                                  | BCIL 2014    | Obra popular, modernisme XIX Final       | Castellví de la Marca Camí de Cal Montserrat                                                       | 41° 19′ 29″ N, 1° 37′ 16″ E / 41.324586°N,1.621076°E | IPA-2573      | Cal Montserrat (Castellví de la Marca) · Vegeu més fotos d'aquest monument · Carregueu una nova foto d'aquest monument                           |
| Masia Estalella                                                 | BCIL 2014    | Modernisme XX                            | Castellví de la Marca Ctra. BV-2178, km 6, Maset dels Cosins                                       | 41° 19′ 15″ N, 1° 36′ 56″ E / 41.320762°N,1.615434°E | IPA-2574      | Masia Estalella (Castellví de la Marca) · Vegeu més fotos d'aquest monument · Carregueu una nova foto d'aquest monument                          |
| Església parroquial de Sant Sadurní, Església Nova              | BCIL 2014    | Historicisme XX (1925)                   | Castellví de la Marca Ctra. BV-2178, km 6, nucli urbà dels Masos dels Cosins                       | 41° 20′ 03″ N, 1° 35′ 34″ E / 41.334072°N,1.592877°E | IPA-2575      | Església parroquial de Sant Sadurní (Castellví de la Marca) · Vegeu més fotos d'aquest monument · Carregueu una nova foto d'aquest monument      |
| Societat Cultural de la Múnia                                   | BCIL 2014    | Noucentisme XX Inici                     | Castellví de la Marca Av. Catalunya, 16, la Múnia                                                  | 41° 19′ 35″ N, 1° 37′ 03″ E / 41.326416°N,1.617489°E | IPA-2576      | Societat Cultural de la Múnia (Castellví de la Marca) · Vegeu més fotos d'aquest monument · Carregueu una nova foto d'aquest monument            |
| Arquitectura urbana de la Múnia                                 | BCIL 2014    | Eclecticisme                             | Castellví de la Marca Bàsicament l'av. Catalunya i el c. Anselm Clavé, la Múnia                    | 41° 19′ 35″ N, 1° 37′ 05″ E / 41.326502°N,1.617966°E | IPA-15886     | Arquitectura urbana de la Múnia (Castellví de la Marca) · Vegeu més fotos d'aquest monument · Carregueu una nova foto d'aquest monument          |
| Casa de la Vila, Conjunt de la plaça Nova                       | BCIL 2014    | Romànic                                  | Castellví de la Marca Pl. Nova, la Múnia                                                           | 41° 19′ 34″ N, 1° 37′ 12″ E / 41.3262°N,1.6199°E     | IPA-34779     | Carregueu una nova foto d'aquest monument |
| Forn de les Balmes de la riera de Marmellar                     |              | Obra popular                             | Castellví de la Marca Riera de Marmellar                                                           |                                                      | IPA-50997     | Carregueu una nova foto d'aquest monument |
| Forn de calç Plana d'en Morgades                                |              |                                          | Castellví de la Marca                                                                              |                                                      | IPA-51101     | Carregueu una nova foto d'aquest monument |

## Font-rubí
Vegeu la llista de monuments de Font-rubí

## Gelida
Vegeu la llista de monuments de Gelida

## La Granada
| Monument                              | Protecció   | Estil/època              | Localització                                 | Coordenades                                          | Codi?         | Imatge |
| ------------------------------------- | ----------- | ------------------------ | -------------------------------------------- | ---------------------------------------------------- | ------------- | --- |
| Castell de la Granada                 | BCIN 904-MH | Romànic XIII-XIV         | La Granada C. del Castell                    | 41° 22′ 44″ N, 1° 43′ 09″ E / 41.378818°N,1.719255°E | RI-51-0005490 | Castell de la Granada · Vegeu més fotos d'aquest monument · Carregueu una nova foto d'aquest monument                              |
| Casa del Castlà                       | BCIN 905-MH | Gòtic-renaixement XV-XVI | La Granada Pl. de l'Església, 4              | 41° 22′ 44″ N, 1° 43′ 12″ E / 41.378867°N,1.720130°E | RI-51-0005491 | Casa del Castlà (la Granada) · Vegeu més fotos d'aquest monument · Carregueu una nova foto d'aquest monument                       |
| El Casal                              |             | Noucentisme XX           | La Granada C. de l'Estació, 33               | 41° 22′ 35″ N, 1° 43′ 12″ E / 41.376370°N,1.719902°E | IPA-2692      | El Casal (la Granada) · Vegeu més fotos d'aquest monument · Carregueu una nova foto d'aquest monument                              |
| L'Ajuntament                          |             | Eclecticisme XX          | La Granada C. de l'Estació, 25               | 41° 22′ 37″ N, 1° 43′ 10″ E / 41.376868°N,1.719467°E | IPA-2693      | L'Ajuntament (la Granada) · Vegeu més fotos d'aquest monument · Carregueu una nova foto d'aquest monument                          |
| Conjunt del nucli antic               |             | Medieval                 | La Granada Nucli urbà de la Granada          | 41° 22′ 45″ N, 1° 43′ 12″ E / 41.379127°N,1.720044°E | IPA-2695      | Conjunt del nucli antic (la Granada) · Vegeu més fotos d'aquest monument · Carregueu una nova foto d'aquest monument               |
| Església parroquial de Sant Cristòfol |             | Renaixement XVI          | La Granada Pl. de l'Església                 | 41° 22′ 45″ N, 1° 43′ 12″ E / 41.379276°N,1.720095°E | IPA-2696      | Església parroquial de Sant Cristòfol (la Granada) · Vegeu més fotos d'aquest monument · Carregueu una nova foto d'aquest monument |
| Conjunt del carrer de Baix            |             | Obra popular             | La Granada C. Poeta Cabanyes                 | 41° 22′ 42″ N, 1° 43′ 11″ E / 41.378347°N,1.719629°E | IPA-2697      | Conjunt del carrer de Baix (la Granada) · Vegeu més fotos d'aquest monument · Carregueu una nova foto d'aquest monument            |
| Ca la Marieta                         |             | Eclecticisme             | La Granada Pl. de la Font, 29                | 41° 22′ 39″ N, 1° 43′ 05″ E / 41.377393°N,1.718034°E | IPA-12066     | Ca la Marieta (la Granada) · Vegeu més fotos d'aquest monument · Carregueu una nova foto d'aquest monument                         |
| Cal Caramet                           |             | Eclecticisme             | La Granada C. Estació, 29                    | 41° 22′ 38″ N, 1° 43′ 05″ E / 41.37720°N,1.71813°E   | IPA-12067     | Cal Caramet (la Granada) · Modifica el valor a Wikidata · Carregueu una nova foto d'aquest monument                                |
| Ca l'Insensé, Ca l'Insenser           |             | Eclecticisme XIX         | La Granada Pl. de la Font, 15                | 41° 22′ 37″ N, 1° 43′ 02″ E / 41.376993°N,1.717179°E | IPA-12068     | Ca l'Insenser (la Granada) · Vegeu més fotos d'aquest monument · Carregueu una nova foto d'aquest monument                         |
| Cal Xic Garriga                       |             | Eclecticisme XX Inici    | La Granada C. de les Roques, 2 (enderrocada) | 41° 22′ 37″ N, 1° 43′ 11″ E / 41.376827°N,1.719749°E | IPA-12069     | Carregueu una nova foto d'aquest monument                                                                                          |
| Casa Armengol Ferrando                |             | Eclecticisme             | La Granada C. de les Eres, 12                | 41° 22′ 42″ N, 1° 43′ 13″ E / 41.378370°N,1.72037°E  | IPA-12070     | Casa Armengol Ferrando (la Granada) · Vegeu més fotos d'aquest monument · Carregueu una nova foto d'aquest monument                |
| Casa Dr. Salat, Cal Salat             |             | Eclecticisme             | La Granada C. Dr. Cuscó, 1                   | 41° 22′ 37″ N, 1° 43′ 11″ E / 41.376818°N,1.719752°E | IPA-12071     | Cal Salat (la Granada) · Vegeu més fotos d'aquest monument · Carregueu una nova foto d'aquest monument                             |

## Mediona
Vegeu la llista de monuments de Mediona

## Olèrdola
Vegeu la llista de monuments d'Olèrdola

## Olesa de Bonesvalls
| Monument                                                    | Protecció    | Estil/època             | Localització                                                                   | Coordenades                                          | Codi?         | Imatge |
| ----------------------------------------------------------- | ------------ | ----------------------- | ------------------------------------------------------------------------------ | ---------------------------------------------------- | ------------- | --- |
| Antic Hospital de Cervelló o Hospital d'Olesa de Bonesvalls | BCIN 1127-MH | Romànic, gòtic XIII-XIV | Olesa de Bonesvalls L'Hospital                                                 | 41° 20′ 43″ N, 1° 50′ 46″ E / 41.345303°N,1.846074°E | RI-51-0005567 | Antic Hospital de Cervelló (Olesa de Bonesvalls) · Vegeu més fotos d'aquest monument · Carregueu una nova foto d'aquest monument                |
| Carrer Santa Marta                                          |              | Obra popular XV-XVII    | Olesa de Bonesvalls C. Santa Marta, barri de l'Hospital                        | 41° 20′ 44″ N, 1° 50′ 45″ E / 41.345615°N,1.845819°E | IPA-2736      | Carrer Santa Marta (Olesa de Bonesvalls) · Vegeu més fotos d'aquest monument · Carregueu una nova foto d'aquest monument                        |
| Can Totossaus                                               |              | Neoclassicisme XVIII    | Olesa de Bonesvalls Pl. de la Creu, 1                                          | 41° 21′ 10″ N, 1° 50′ 59″ E / 41.352742°N,1.849709°E | IPA-2737      | Can Tutusaus (Olesa de Bonesvalls) · Vegeu més fotos d'aquest monument · Carregueu una nova foto d'aquest monument                              |
| Església parroquial de Sant Joan Baptista                   |              | Neoclassicisme XVIII    | Olesa de Bonesvalls Pl. de l'Església                                          | 41° 21′ 13″ N, 1° 50′ 56″ E / 41.353518°N,1.848895°E | IPA-2738      | Església parroquial de Sant Joan Baptista (Olesa de Bonesvalls) · Vegeu més fotos d'aquest monument · Carregueu una nova foto d'aquest monument |
| Forn de calç del Corral d'en Ponç                           |              | Obra popular            | Olesa de Bonesvalls Corral d'en Ponç                                           |                                                      | IPA-40602     | Carregueu una nova foto d'aquest monument |
| Forn de calç del Fondo del Lledoner                         |              | Obra popular            | Olesa de Bonesvalls Pista del Fondo del Lledoner                               |                                                      | IPA-40603     | Carregueu una nova foto d'aquest monument |
| Forn de calç d'en Ràfols o Aries                            |              | Obra popular XX (1954)  | Olesa de Bonesvalls Camí al pont de l'Arcada, Corral d'en Ràfols               | 41° 21′ 36″ N, 1° 51′ 31″ E / 41.359892°N,1.858587°E | IPA-40604     | Carregueu una nova foto d'aquest monument |
| Forn de calç Pere Mestres 1                                 |              | Obra popular            | Olesa de Bonesvalls                                                            |                                                      | IPA-40605     | Carregueu una nova foto d'aquest monument |
| Forn de calç Pere Mestres 2                                 |              | Obra popular            | Olesa de Bonesvalls                                                            |                                                      | IPA-40606     | Carregueu una nova foto d'aquest monument |
| Forn de calç del Pere Olivella Saumell 2                    |              | Obra popular XX         | Olesa de Bonesvalls Fondo dels Avençons, al costat de la carretera a Vallirana | 41° 21′ 25″ N, 1° 51′ 49″ E / 41.356987°N,1.863647°E | IPA-40608     | Carregueu una nova foto d'aquest monument |
| Forn de calç Vinyes 1                                       |              | Obra popular            | Olesa de Bonesvalls Serrat dels Boixos                                         |                                                      | IPA-40609     | Carregueu una nova foto d'aquest monument |
| Forn de calç Vinyes 2                                       |              | Obra popular            | Olesa de Bonesvalls Serrat dels Boixos                                         |                                                      | IPA-40610     | Carregueu una nova foto d'aquest monument |
| Forn de calç de Poxacó                                      |              | Obra popular            | Olesa de Bonesvalls Vinya de ca l'Escalat                                      |                                                      | IPA-40611     | Carregueu una nova foto d'aquest monument |
| Forn de calç de Can Parellada                               |              | Obra popular            | Olesa de Bonesvalls Fondo de can Malet, Can Parellada - la Rovira              | 41° 20′ 51″ N, 1° 49′ 42″ E / 41.347472°N,1.828204°E | IPA-40612     | Carregueu una nova foto d'aquest monument |
| Forn de calç de la Cometa                                   |              | Obra popular XX         | Olesa de Bonesvalls Fondo de la Cometa, a la dreta de la carretera a Avinyonet | 41° 21′ 08″ N, 1° 49′ 28″ E / 41.352298°N,1.824532°E | IPA-40613     | Carregueu una nova foto d'aquest monument |
| Forn de calç de la Gavarra                                  |              | Obra popular            | Olesa de Bonesvalls                                                            |                                                      | IPA-40614     | Carregueu una nova foto d'aquest monument |
| Forn de calç del Tutusaus                                   |              | Obra popular            | Olesa de Bonesvalls                                                            |                                                      | IPA-40615     | Carregueu una nova foto d'aquest monument |

## Pacs del Penedès
| Monument                          | Protecció | Estil/època                   | Localització                                           | Coordenades                                          | Codi?     | Imatge |
| --------------------------------- | --------- | ----------------------------- | ------------------------------------------------------ | ---------------------------------------------------- | --------- | --- |
| Cal Baltà                         |           | Eclecticisme                  | Pacs del Penedès Ctra. BV-2121, km 4,8, a 200 m        | 41° 22′ 10″ N, 1° 39′ 21″ E / 41.369564°N,1.655921°E | IPA-2739  | Cal Baltà (Pacs del Penedès) · Vegeu més fotos d'aquest monument · Carregueu una nova foto d'aquest monument                         |
| Plaça Major, nucli antic          |           | Medieval                      | Pacs del Penedès Pl. Major                             | 41° 21′ 43″ N, 1° 40′ 10″ E / 41.361886°N,1.669529°E | IPA-2740  | Plaça Major (Pacs del Penedès) · Vegeu més fotos d'aquest monument · Carregueu una nova foto d'aquest monument                       |
| Cal Batlle                        |           | Obra popular Medieval         | Pacs del Penedès Pl. Major                             | 41° 21′ 42″ N, 1° 40′ 10″ E / 41.361742°N,1.669532°E | IPA-2742  | Cal Batlle (Pacs del Penedès) · Vegeu més fotos d'aquest monument · Carregueu una nova foto d'aquest monument                        |
| Església parroquial de Sant Genís | BCIL 2022 | Barroc XVII                   | Pacs del Penedès                                       | 41° 21′ 38″ N, 1° 40′ 16″ E / 41.360548°N,1.671033°E | IPA-2743  | Església parroquial de Sant Genís (Pacs del Penedès) · Vegeu més fotos d'aquest monument · Carregueu una nova foto d'aquest monument |
| Cal Torres, Mas la Plana          |           | Eclecticisme, noucentisme XIX | Pacs del Penedès Ctra. BV-2121, km 2,85 a 400 m        | 41° 21′ 04″ N, 1° 40′ 01″ E / 41.351088°N,1.666999°E | IPA-2744  | Cal Torres (Pacs del Penedès) · Vegeu més fotos d'aquest monument · Carregueu una nova foto d'aquest monument                        |
| Cal Llivi                         |           | Eclecticisme XIX              | Pacs del Penedès Barri de la Rectoria                  | 41° 21′ 44″ N, 1° 40′ 17″ E / 41.362350°N,1.671522°E | IPA-2745  | Cal Llivi (Pacs del Penedès) · Modifica el valor a Wikidata · Carregueu una nova foto d'aquest monument                              |
| La Novella                        |           | Obra popular                  | Pacs del Penedès Ctra. 2121, km 3,5, barri de la Serra | 41° 21′ 26″ N, 1° 39′ 37″ E / 41.357212°N,1.660323°E | IPA-2746  | Carregueu una nova foto d'aquest monument                                                                                            |
| Casa de la Vila                   |           | Modernisme, noucentisme XX    | Pacs del Penedès Ctra. BV-2126, a 500 m                | 41° 21′ 40″ N, 1° 40′ 10″ E / 41.361102°N,1.669491°E | IPA-2747  | Casa de la Vila (Pacs del Penedès) · Vegeu més fotos d'aquest monument · Carregueu una nova foto d'aquest monument                   |
| Torre de l'Aigua de la Bleda      |           | Historicisme XX               | Pacs del Penedès Ctra. BV-2121, km 2,3 a 2 km          | 41° 20′ 46″ N, 1° 39′ 44″ E / 41.346030°N,1.662280°E | IPA-2748  | Torre de l'Aigua de la Bleda (Pacs del Penedès) · Vegeu més fotos d'aquest monument · Carregueu una nova foto d'aquest monument      |
| Masia de Cal Ros                  |           | Obra popular                  | Pacs del Penedès Ctra. BV-2121                         | 41° 21′ 18″ N, 1° 39′ 58″ E / 41.354983°N,1.666113°E | IPA-12103 | Carregueu una nova foto d'aquest monument                                                                                            |
| Mas dels Boixos                   |           | Obra popular                  | Pacs del Penedès Ctra. BV-2121                         | 41° 20′ 53″ N, 1° 39′ 45″ E / 41.348046°N,1.662507°E | IPA-12105 | Mas dels Boixos (Pacs del Penedès) · Vegeu més fotos d'aquest monument · Carregueu una nova foto d'aquest monument                   |
| Masia Cal Patró                   |           | Obra popular                  | Pacs del Penedès Ctra. BV-2121                         |                                                      | IPA-12106 | Carregueu una nova foto d'aquest monument                                                                                            |
| Masia Cal Canyes                  |           | Obra popular                  | Pacs del Penedès Ctra. BV-2121                         | 41° 21′ 12″ N, 1° 40′ 15″ E / 41.353397°N,1.670742°E | IPA-12107 | Masia Cal Canyes (Pacs del Penedès) · Modifica el valor a Wikidata · Carregueu una nova foto d'aquest monument                       |
| Masia la Torreta                  |           | Obra popular                  | Pacs del Penedès Ctra. BV-2121                         | 41° 21′ 15″ N, 1° 40′ 08″ E / 41.354179°N,1.669010°E | IPA-12108 | Carregueu una nova foto d'aquest monument                                                                                            |
| Pont de Sant Jaume                |           | Obra popular                  | Pacs del Penedès                                       | 41° 21′ 15″ N, 1° 40′ 08″ E / 41.354179°N,1.669010°E | IPA-50967 | Carregueu una nova foto d'aquest monument                                                                                            |

## El Pla del Penedès
| Monument                                                       | Protecció | Estil/època                             | Localització                                                             | Coordenades                                          | Codi?     | Imatge |
| -------------------------------------------------------------- | --------- | --------------------------------------- | ------------------------------------------------------------------------ | ---------------------------------------------------- | --------- | --- |
| Cal Vallès                                                     | BCIL 2013 | Modernisme XIV, XX Inici                | El Pla del Penedès C. de Baix, 2                                         | 41° 25′ 03″ N, 1° 42′ 47″ E / 41.41762°N,1.71319°E   | IPA-2749  | Casa Vallés (el Pla del Penedès) · Vegeu més fotos d'aquest monument · Carregueu una nova foto d'aquest monument                                |
| Ca la Paula                                                    |           | Modernisme XX                           | El Pla del Penedès C. Ponent, 10                                         | 41° 25′ 06″ N, 1° 42′ 37″ E / 41.4184°N,1.71032°E    | IPA-2751  | Ca la Paula (el Pla del Penedès) · Vegeu més fotos d'aquest monument · Carregueu una nova foto d'aquest monument                                |
| Masia l'Aguilera                                               |           | Historicisme, obra popular Medieval-XIX | El Pla del Penedès Ctra. BV-2153, km 2,1, a 1,5 km                       | 41° 25′ 40″ N, 1° 43′ 02″ E / 41.42779°N,1.71714°E   | IPA-2752  | Masia l'Aguilera (el Pla del Penedès) · Vegeu més fotos d'aquest monument · Carregueu una nova foto d'aquest monument                           |
| Cal Fontanals                                                  |           | Obra popular                            | El Pla del Penedès Ctra. C-244, km 28,8 a 2 km                           | 41° 24′ 30″ N, 1° 43′ 10″ E / 41.40841°N,1.71953°E   | IPA-2754  | Carregueu una nova foto d'aquest monument |
| Masia de les Berguedanes                                       |           | Eclecticisme, obra popular              | El Pla del Penedès Ctra. C-244, km 28,8, a 3 km                          | 41° 24′ 22″ N, 1° 43′ 25″ E / 41.40624°N,1.72373°E   | IPA-2755  | Masia Bergadanes (el Pla del Penedès) · Vegeu més fotos d'aquest monument · Carregueu una nova foto d'aquest monument                           |
| Mas de la Sala                                                 |           | Obra popular                            | El Pla del Penedès Ctra. C-244, km 28,8 a 1 km                           | 41° 24′ 35″ N, 1° 42′ 41″ E / 41.40986°N,1.71136°E   | IPA-2756  | Carregueu una nova foto d'aquest monument |
| Societat Recreativa                                            |           | Eclecticisme                            | El Pla del Penedès C. Planes, 1 i 3                                      | 41° 25′ 01″ N, 1° 42′ 43″ E / 41.41701°N,1.71195°E   | IPA-2757  | Societat Recreativa (el Pla del Penedès) · Vegeu més fotos d'aquest monument · Carregueu una nova foto d'aquest monument                        |
| Casa Petrots, Cal Patrots                                      | BCIL 1993 | Modernisme XX                           | El Pla del Penedès C. Plaja, 14                                          | 41° 25′ 03″ N, 1° 42′ 42″ E / 41.41753°N,1.71161°E   | IPA-2758  | Cal Patrots (el Pla del Penedès) · Vegeu més fotos d'aquest monument · Carregueu una nova foto d'aquest monument                                |
| Cal Jofre                                                      |           | Eclecticisme                            | El Pla del Penedès Ctra. BV-2153, km 3,5 a 600 m                         | 41° 25′ 23″ N, 1° 43′ 47″ E / 41.42293°N,1.7296°E    | IPA-2759  | Cal Jofre (el Pla del Penedès) · Vegeu més fotos d'aquest monument · Carregueu una nova foto d'aquest monument                                  |
| Can Cerdà de Palou i capella de Sant Jaume                     |           | Obra popular XVII-XIX                   | El Pla del Penedès Ctra. BV-2251, km 4                                   | 41° 25′ 40″ N, 1° 43′ 42″ E / 41.42779°N,1.72826°E   | IPA-2761  | Can Cerdà de Palou i capella de Sant Jaume (el Pla del Penedès) · Vegeu més fotos d'aquest monument · Carregueu una nova foto d'aquest monument |
| Església de Santa Maria Magdalena del Pla, Santa Maria del Pla | BCIL 1993 | Romànic, gòtic XI, XV-XVI               | El Pla del Penedès Pl. Major                                             | 41° 25′ 04″ N, 1° 42′ 46″ E / 41.41765°N,1.7128°E    | IPA-2762  | Església de Santa Maria Magdalena del Pla (el Pla del Penedès) · Vegeu més fotos d'aquest monument · Carregueu una nova foto d'aquest monument  |
| Cal Rovira                                                     | BCIL 1993 | Eclecticisme                            | El Pla del Penedès Pl. Major, 1                                          | 41° 25′ 03″ N, 1° 42′ 45″ E / 41.41747°N,1.71248°E   | IPA-12109 | Cal Rovira (el Pla del Penedès) · Vegeu més fotos d'aquest monument · Carregueu una nova foto d'aquest monument                                 |
| La Rectoria                                                    |           | Eclecticisme                            | El Pla del Penedès C. V. de Montserrat, 5                                | 41° 25′ 04″ N, 1° 42′ 45″ E / 41.41772°N,1.7126°E    | IPA-12110 | La Rectoria (el Pla del Penedès) · Vegeu més fotos d'aquest monument · Carregueu una nova foto d'aquest monument                                |
| Cal Joanet Nadal                                               |           | Noucentisme                             | El Pla del Penedès C. Planes - c. Quarters, 1                            | 41° 25′ 02″ N, 1° 42′ 43″ E / 41.41715°N,1.71201°E   | IPA-12111 | Carregueu una nova foto d'aquest monument |
| Cal Vaqués                                                     |           | Eclecticisme                            | El Pla del Penedès C. de la Creu, 22                                     | 41° 24′ 59″ N, 1° 42′ 46″ E / 41.41628°N,1.71276°E   | IPA-12112 | Carregueu una nova foto d'aquest monument |
| Cal Pere Nadal                                                 | BCIL 1993 | Obra popular                            | El Pla del Penedès C. Quarters, 4                                        | 41° 25′ 02″ N, 1° 42′ 45″ E / 41.417314°N,1.712391°E | IPA-12113 | Cal Pere Nadal (el Pla del Penedès) · Vegeu més fotos d'aquest monument · Carregueu una nova foto d'aquest monument                             |
| Cal Fàbregues                                                  | BCIL 1993 | Obra popular                            | El Pla del Penedès C. del Mig - c. de Baix                               | 41° 25′ 02″ N, 1° 42′ 46″ E / 41.417234°N,1.712892°E | IPA-12114 | Cal Fàbregues (el Pla del Penedès) · Vegeu més fotos d'aquest monument · Carregueu una nova foto d'aquest monument                              |
| Cal Carnisser                                                  |           | Eclecticisme                            | El Pla del Penedès C. Sant Jordi, 6                                      | 41° 25′ 04″ N, 1° 42′ 44″ E / 41.41787°N,1.71212°E   | IPA-12115 | Cal Carnisser (el Pla del Penedès) · Vegeu més fotos d'aquest monument · Carregueu una nova foto d'aquest monument                              |
| Cal Lloret                                                     |           | Neoclassicisme                          | El Pla del Penedès Pl. Pau Fontanals, 4                                  | 41° 25′ 04″ N, 1° 42′ 39″ E / 41.41781°N,1.71072°E   | IPA-12116 | Carregueu una nova foto d'aquest monument |
| Creu de terme del camí de Cal Fontanals                        |           | Obra popular                            | El Pla del Penedès Camí de St. Pere de Riudebitlles a Vilafranca         | 41° 24′ 50″ N, 1° 42′ 51″ E / 41.41402°N,1.71408°E   | IPA-30625 | Creu de terme del camí de Cal Fontanals (el Pla del Penedès) · Vegeu més fotos d'aquest monument · Carregueu una nova foto d'aquest monument    |
| Creu de terme del camí de l'Aguilera                           |           |                                         | El Pla del Penedès Camí de l'Aguilera, enllaç amb la BV-2246             | 41° 25′ 16″ N, 1° 42′ 53″ E / 41.42119°N,1.7146°E    | IPA-30626 | Creu de terme del camí de l'Aguilera (el Pla del Penedès) · Vegeu més fotos d'aquest monument · Carregueu una nova foto d'aquest monument       |
| La Torre                                                       | BCIL 1993 | Eclecticisme XIX                        | El Pla del Penedès Pl. Pau Casals, 6                                     | 41° 25′ 09″ N, 1° 42′ 39″ E / 41.419254°N,1.710950°E | IPA-37731 | La Torre (el Pla del Penedès) · Vegeu més fotos d'aquest monument · Carregueu una nova foto d'aquest monument                                   |
| Cal Cargolí                                                    | BCIL 1993 | XX                                      | El Pla del Penedès C. Sabanell, 9                                        | 41° 25′ 04″ N, 1° 42′ 36″ E / 41.41788°N,1.70988°E   | IPA-37732 | Carregueu una nova foto d'aquest monument |
| Pisos de Cal Patrots                                           | BCIL 1993 | Modernisme XX                           | El Pla del Penedès C. Plaja, 14                                          | 41° 25′ 03″ N, 1° 42′ 42″ E / 41.41754°N,1.71165°E   | IPA-37733 | Carregueu una nova foto d'aquest monument |
| El Centre                                                      | BCIL 2016 | Noucentisme XX                          | El Pla del Penedès C. Sant Jordi, 12-14                                  | 41° 25′ 05″ N, 1° 42′ 43″ E / 41.41806°N,1.71192°E   | IPA-43592 | El Centre (el Pla del Penedès) · Vegeu més fotos d'aquest monument · Carregueu una nova foto d'aquest monument                                  |
| Pont sobre el torrent de l'Aguilera                            |           | Obra popular                            | El Pla del Penedès Torrent de l'Aguilera, entre la Planta i els Empalats | 41° 25′ 32″ N, 1° 42′ 56″ E / 41.42568°N,1.71560°E   | IPA-46418 | Carregueu una nova foto d'aquest monument |

## Pontons
| Monument                                                  | Protecció    | Estil/època                        | Localització                                          | Coordenades                                          | Codi?         | Imatge |
| --------------------------------------------------------- | ------------ | ---------------------------------- | ----------------------------------------------------- | ---------------------------------------------------- | ------------- | --- |
| Castell Nou de Pontons                                    | BCIN 1289-MH | Romànic XI                         | Pontons Camí de Mas Fonoll a Sant Joan de la Muntanya | 41° 24′ 28″ N, 1° 31′ 28″ E / 41.407891°N,1.524433°E | RI-51-0005597 | Castell Nou de Pontons · Vegeu més fotos d'aquest monument · Carregueu una nova foto d'aquest monument                           |
| Mas de Pontons                                            | BCIN 1290-MH | Barroc XVII-XVIII                  | Pontons Camí de l'Església, a 4 km                    | 41° 26′ 07″ N, 1° 32′ 11″ E / 41.435358°N,1.536431°E | RI-51-0005598 | Mas Pontons (Pontons) · Vegeu més fotos d'aquest monument · Carregueu una nova foto d'aquest monument                            |
| Torre de Cal Rei                                          | BCIN 1291-MH | Romànic XII-XIII                   | Pontons Ctra. BP-2122, km 11,5 a 500 m                | 41° 25′ 18″ N, 1° 30′ 02″ E / 41.421657°N,1.500651°E | RI-51-0005599 | Torre de Cal Rei (Pontons) · Vegeu més fotos d'aquest monument · Carregueu una nova foto d'aquest monument                       |
| Cal Xamanet                                               | BCIN 1292-MH | Romànic Medieval                   | Pontons Ctra. BP-2122, km 11,75 a uns 300 m           | 41° 25′ 17″ N, 1° 29′ 55″ E / 41.421459°N,1.498602°E | RI-51-0005600 | Cal Xamanet (Pontons) · Vegeu més fotos d'aquest monument · Carregueu una nova foto d'aquest monument                            |
| Capella de Sant Salvador                                  |              | Romànic XII                        | Pontons                                               | 41° 24′ 45″ N, 1° 31′ 57″ E / 41.41253°N,1.53241°E   | IPA-2763      | Capella de Sant Salvador (Pontons) · Vegeu més fotos d'aquest monument · Carregueu una nova foto d'aquest monument               |
| Ca la Senyora                                             |              | Renaixement XVI                    | Pontons C. de Vilafranca del Penedès, 2               | 41° 24′ 55″ N, 1° 31′ 02″ E / 41.415396°N,1.517315°E | IPA-2765      | Ca la Senyora (Pontons) · Vegeu més fotos d'aquest monument · Carregueu una nova foto d'aquest monument                          |
| El Mas de la Riera                                        |              | Obra popular XV                    | Pontons Ctra. BV-2122, km 2,5 a 200 m                 | 41° 24′ 06″ N, 1° 32′ 04″ E / 41.401619°N,1.534496°E | IPA-2766      | El Mas de la Riera (Pontons) · Vegeu més fotos d'aquest monument · Carregueu una nova foto d'aquest monument                     |
| Can Soler de Roset                                        |              | Obra popular XVIII                 | Pontons Ctra. BP-2122, km 12, a 2 km                  | 41° 24′ 19″ N, 1° 30′ 02″ E / 41.405156°N,1.500428°E | IPA-2767      | Can Soler de Roset (Pontons) · Vegeu més fotos d'aquest monument · Carregueu una nova foto d'aquest monument                     |
| Església de la Mercè                                      |              | Darreres tendències XX             | Pontons Ctra. Vilafranca                              | 41° 24′ 55″ N, 1° 30′ 58″ E / 41.415139°N,1.516238°E | IPA-2768      | Església de la Mercè (Pontons) · Vegeu més fotos d'aquest monument · Carregueu una nova foto d'aquest monument                   |
| Capella de Sant Joan de la Muntanya, Sant Joan de Pontons |              | Romànic XI                         | Pontons Ctra. BP-2122, km 8,1 a 1,5 km                | 41° 24′ 29″ N, 1° 31′ 30″ E / 41.408010°N,1.525002°E | IPA-2769      | Capella de Sant Joan de la Muntanya (Pontons) · Vegeu més fotos d'aquest monument · Carregueu una nova foto d'aquest monument    |
| Església parroquial de Santa Magdalena                    |              | Romànic, gòtic tardà XIII, XVI     | Pontons Camí de l'Església, a 1 km                    | 41° 25′ 03″ N, 1° 31′ 09″ E / 41.417594°N,1.519108°E | IPA-2770      | Església parroquial de Santa Magdalena (Pontons) · Vegeu més fotos d'aquest monument · Carregueu una nova foto d'aquest monument |
| Can Guixó                                                 |              | Romànic Medieval                   | Pontons Ctra. BP-2122, km 11,75                       | 41° 25′ 12″ N, 1° 29′ 47″ E / 41.420072°N,1.496292°E | IPA-2771      | Can Guixó (Pontons) · Vegeu més fotos d'aquest monument · Carregueu una nova foto d'aquest monument                              |
| Els Sobals                                                |              | Gòtic Medieval                     | Pontons Camí de l'Església, a 2,5 km                  | 41° 25′ 23″ N, 1° 31′ 49″ E / 41.423055°N,1.530167°E | IPA-2772      | Els Sobals (Pontons) · Vegeu més fotos d'aquest monument · Carregueu una nova foto d'aquest monument                             |
| Molí de Dalt                                              |              | Obra popular, renaixement XVI-XVII | Pontons Camí de l'Església, a 300 m                   | 41° 25′ 00″ N, 1° 30′ 58″ E / 41.41680°N,1.51618°E   | IPA-2773      | Molí de Dalt (Pontons) · Vegeu més fotos d'aquest monument · Carregueu una nova foto d'aquest monument                           |
| Molí del Pont de les Mines                                |              |                                    | Pontons Esquerra de la riera de Pontons               |                                                      | IPA-15887     | Carregueu una nova foto d'aquest monument                                                                                        |
| Molí del Mig                                              |              |                                    | Pontons Esquerra de la riera de Pontons               | 41° 24′ 52″ N, 1° 31′ 26″ E / 41.414510°N,1.523844°E | IPA-15888     | Carregueu una nova foto d'aquest monument                                                                                        |
| El Molinot                                                |              | Obra popular XIII                  | Pontons Descampat esquerra de Pontons                 | 41° 25′ 50″ N, 1° 32′ 30″ E / 41.430475°N,1.541680°E | IPA-15889     | Carregueu una nova foto d'aquest monument                                                                                        |
| Molí del Mas Riera                                        |              |                                    | Pontons Descampat a la dreta de la riera de Pontons   | 41° 24′ 11″ N, 1° 32′ 09″ E / 41.403117°N,1.535748°E | IPA-15890     | Carregueu una nova foto d'aquest monument                                                                                        |
| Molí de Can Soler                                         |              |                                    | Pontons Descampat a la dreta de la riera de Pontons   | 41° 24′ 19″ N, 1° 30′ 02″ E / 41.40516°N,1.50055°E   | IPA-15892     | Carregueu una nova foto d'aquest monument                                                                                        |
| Molí de Baix                                              |              | Obra popular                       | Pontons Descampat a l'esquerra de la riera de Pontons | 41° 24′ 50″ N, 1° 31′ 39″ E / 41.413988°N,1.527362°E | IPA-15893     | Molí de Baix (Pontons) · Vegeu més fotos d'aquest monument · Carregueu una nova foto d'aquest monument                           |
| Forn de calç de la Font del Ferro                         |              | Obra popular                       | Pontons Camí de l'Obaga dels Carbons                  |                                                      | IPA-40616     | Carregueu una nova foto d'aquest monument                                                                                        |
| Masia Peralta                                             |              |                                    | Pontons Turó de Peralta                               | 41° 23′ 45″ N, 1° 31′ 43″ E / 41.39595°N,1.52863°E   | IPA-53477     | Carregueu una nova foto d'aquest monument                                                                                        |

## Puigdàlber
| Monument                           | Protecció | Estil/època     | Localització                    | Coordenades                                          | Codi?     | Imatge |
| ---------------------------------- | --------- | --------------- | ------------------------------- | ---------------------------------------------------- | --------- | --- |
| Casa Josep Parellada, l'Estanc     |           | Modernisme XX   | Puigdàlber Av. de Catalunya, 16 | 41° 24′ 15″ N, 1° 42′ 05″ E / 41.404168°N,1.701369°E | IPA-2774  | Casa Josep Parellada (Puigdàlber) · Vegeu més fotos d'aquest monument · Carregueu una nova foto d'aquest monument               |
| Can Ferran, Torrecasana            |           | XX              | Puigdàlber Pl. Església, 6      | 41° 24′ 20″ N, 1° 41′ 59″ E / 41.405547°N,1.699834°E | IPA-2775  | Can Ferran (Puigdàlber) · Vegeu més fotos d'aquest monument · Carregueu una nova foto d'aquest monument                         |
| Església parroquial de Sant Andreu | BCIL 2017 | Obra popular XX | Puigdàlber Pl. Sant Andreu, 1   | 41° 24′ 19″ N, 1° 42′ 01″ E / 41.40536°N,1.70025°E   | IPA-49270 | Església parroquial de Sant Andreu (Puigdàlber) · Vegeu més fotos d'aquest monument · Carregueu una nova foto d'aquest monument |

## Sant Cugat Sesgarrigues
| Monument                                                      | Protecció | Estil/època                    | Localització                                                        | Coordenades                                          | Codi?     | Imatge |
| ------------------------------------------------------------- | --------- | ------------------------------ | ------------------------------------------------------------------- | ---------------------------------------------------- | --------- | --- |
| Cal Suriol de Dalt                                            |           | Renaixement XVI                | Sant Cugat Sesgarrigues Ctra. BV-2415, km 1,5, a 1,7 km             | 41° 20′ 43″ N, 1° 45′ 41″ E / 41.345313°N,1.761356°E | IPA-2802  | Cal Suriol de Dalt (Sant Cugat Sesgarrigues) · Vegeu més fotos d'aquest monument · Carregueu una nova foto d'aquest monument         |
| Cal Moreró                                                    |           | Modernisme XX Inici            | Sant Cugat Sesgarrigues C. de Sant Antoni, 3 - c. dels Boters       | 41° 21′ 51″ N, 1° 45′ 10″ E / 41.364262°N,1.752818°E | IPA-2803  | Cal Moreró (Sant Cugat Sesgarrigues) · Vegeu més fotos d'aquest monument · Carregueu una nova foto d'aquest monument                 |
| L'Ajuntament                                                  |           | Noucentisme XX Inici           | Sant Cugat Sesgarrigues C. de Sant Antoni, 31                       | 41° 21′ 45″ N, 1° 45′ 08″ E / 41.362598°N,1.752216°E | IPA-2804  | L'Ajuntament (Sant Cugat Sesgarrigues) · Vegeu més fotos d'aquest monument · Carregueu una nova foto d'aquest monument               |
| La Serra, la Serra Vella                                      |           | Obra popular, renaixement XVI  | Sant Cugat Sesgarrigues A uns 200 m al nord-est del nucli del poble | 41° 22′ 00″ N, 1° 45′ 25″ E / 41.366703°N,1.756956°E | IPA-2809  | La Serra (Sant Cugat Sesgarrigues) · Vegeu més fotos d'aquest monument · Carregueu una nova foto d'aquest monument                   |
| Cal Peretes                                                   |           | Obra popular XX                | Sant Cugat Sesgarrigues Pl. de l'Església, 7                        | 41° 21′ 52″ N, 1° 45′ 09″ E / 41.364457°N,1.752528°E | IPA-2810  | Cal Peretes (Sant Cugat Sesgarrigues) · Vegeu més fotos d'aquest monument · Carregueu una nova foto d'aquest monument                |
| La Rectoria                                                   |           | Renaixement XVII-XVIII         | Sant Cugat Sesgarrigues Pl. de l'Església, 8                        | 41° 21′ 52″ N, 1° 45′ 09″ E / 41.364547°N,1.752502°E | IPA-2811  | La Rectoria (Sant Cugat Sesgarrigues) · Vegeu més fotos d'aquest monument · Carregueu una nova foto d'aquest monument                |
| Església de Sant Cugat de Sesgarrigues, antigament Sant Jaume |           | Barroc XII, XVI-XVIII, XIX, XX | Sant Cugat Sesgarrigues Pl. de l'Església, 2                        | 41° 21′ 52″ N, 1° 45′ 10″ E / 41.364551°N,1.752825°E | IPA-2812  | Església de Sant Cugat (Sant Cugat Sesgarrigues) · Vegeu més fotos d'aquest monument · Carregueu una nova foto d'aquest monument     |
| Masia la Torre, Torre del Gall                                |           | Obra popular, renaixement XIX  | Sant Cugat Sesgarrigues Prop del cementiri                          | 41° 21′ 59″ N, 1° 44′ 58″ E / 41.366314°N,1.749348°E | IPA-2813  | Masia la Torre (Sant Cugat Sesgarrigues) · Vegeu més fotos d'aquest monument · Carregueu una nova foto d'aquest monument             |
| Ca l'Esquerrà                                                 |           | Barroc XVIII                   | Sant Cugat Sesgarrigues C. de la Pau - c. Sant Antoni (enderrocat)  | 41° 21′ 51″ N, 1° 45′ 09″ E / 41.364278°N,1.752615°E | IPA-12117 | Ca l'Esquerrà (Sant Cugat Sesgarrigues) · Carregueu una nova foto d'aquest monument                                                  |
| Cal Masover                                                   |           | Obra popular                   | Sant Cugat Sesgarrigues C. Sant Antoni, 27-29                       | 41° 21′ 46″ N, 1° 45′ 09″ E / 41.36282°N,1.7525°E    | IPA-12120 | Cal Masover (Sant Cugat Sesgarrigues) · Vegeu més fotos d'aquest monument · Carregueu una nova foto d'aquest monument                |
| La Serra                                                      |           | Eclecticisme XX Inici          | Sant Cugat Sesgarrigues C. de la Torre, 1                           | 41° 21′ 53″ N, 1° 45′ 08″ E / 41.36485°N,1.75209°E   | IPA-12121 | La Serra (Sant Cugat Sesgarrigues) · Vegeu més fotos d'aquest monument · Carregueu una nova foto d'aquest monument                   |
| Cal Vicenç, Ca l'Agustí                                       |           | Obra popular                   | Sant Cugat Sesgarrigues C. Àngel Guimerà, 2                         | 41° 21′ 53″ N, 1° 45′ 12″ E / 41.36474°N,1.75347°E   | IPA-12122 | Cal Vicenç (Sant Cugat Sesgarrigues) · Vegeu més fotos d'aquest monument · Carregueu una nova foto d'aquest monument                 |
| Cal Ton de la Carme                                           |           | Obra popular                   | Sant Cugat Sesgarrigues C. Àngel Guimerà, 6                         | 41° 21′ 53″ N, 1° 45′ 12″ E / 41.36477°N,1.75345°E   | IPA-12123 | Cal Ton de la Carme (Sant Cugat Sesgarrigues) · Vegeu més fotos d'aquest monument · Carregueu una nova foto d'aquest monument        |
| Cal Surroca                                                   |           | Renaixement                    | Sant Cugat Sesgarrigues C. de les Creus                             | 41° 21′ 52″ N, 1° 45′ 13″ E / 41.36454°N,1.75357°E   | IPA-12124 | Cal Surroca (Sant Cugat Sesgarrigues) · Vegeu més fotos d'aquest monument · Carregueu una nova foto d'aquest monument                |
| Cal Fontanals                                                 |           | Obra popular                   | Sant Cugat Sesgarrigues C. Pont - c. de les Creus                   | 41° 21′ 52″ N, 1° 45′ 12″ E / 41.36431°N,1.75337°E   | IPA-12125 | Cal Fontanals (Sant Cugat Sesgarrigues) · Vegeu més fotos d'aquest monument · Carregueu una nova foto d'aquest monument              |
| Creu de terme del Padró                                       |           | Obra popular XX Mitjan         | Sant Cugat Sesgarrigues Ctra. BV-2429, inici c. Padró               | 41° 21′ 39″ N, 1° 44′ 59″ E / 41.360879°N,1.749846°E | IPA-30627 | Creu de terme del Padró (Sant Cugat Sesgarrigues) · Vegeu més fotos d'aquest monument · Carregueu una nova foto d'aquest monument    |
| Creu de terme de Puigcarbó, Creu de Massalliga                |           |                                | Sant Cugat Sesgarrigues Final c. Puigcigró                          | 41° 21′ 28″ N, 1° 44′ 42″ E / 41.35787°N,1.745086°E  | IPA-30628 | Creu de terme de Puigcarbó (Sant Cugat Sesgarrigues) · Vegeu més fotos d'aquest monument · Carregueu una nova foto d'aquest monument |
| La Sala Municipal                                             |           | XX                             | Sant Cugat Sesgarrigues C. Sant Antoni, davant de l'Ajuntament      | 41° 21′ 46″ N, 1° 45′ 07″ E / 41.362757°N,1.751903°E | IPA-30853 | La Sala Municipal (Sant Cugat Sesgarrigues) · Vegeu més fotos d'aquest monument · Carregueu una nova foto d'aquest monument          |
| Cooperativa del Forn de Pa i Sala del Cafè                    |           | XX                             | Sant Cugat Sesgarrigues C. Sant Antoni                              | 41° 21′ 45″ N, 1° 45′ 07″ E / 41.362487°N,1.751932°E | IPA-30854 | Cooperativa del Forn de Pa (Sant Cugat Sesgarrigues) · Vegeu més fotos d'aquest monument · Carregueu una nova foto d'aquest monument |
| Can Grasses                                                   |           | Obra popular XVII              | Sant Cugat Sesgarrigues Les Gunyoles                                | 41° 20′ 53″ N, 1° 45′ 56″ E / 41.348041°N,1.765464°E | IPA-2814  | Can Grases (Sant Cugat Sesgarrigues) · Vegeu més fotos d'aquest monument · Carregueu una nova foto d'aquest monument                 |
| Recinte emmurallat                                            |           | Obra popular                   | Sant Cugat Sesgarrigues Sector antic del nucli                      | 41° 21′ 52″ N, 1° 45′ 10″ E / 41.3645°N,1.7529°E     | IPA-30841 | Carregueu una nova foto d'aquest monument                                                                                            |
| Pont sobre el torrent de Sant Marçal                          |           | Obra popular                   | Sant Cugat Sesgarrigues Al costat de la Granja Mata                 | 41° 20′ 40″ N, 1° 44′ 56″ E / 41.34443°N,1.74895°E   | IPA-46428 | Carregueu una nova foto d'aquest monument                                                                                            |

## Sant Llorenç d'Hortons
Vegeu la llista de monuments de Sant Llorenç d'Hortons

## Sant Martí Sarroca
Vegeu la llista de monuments de Sant Martí Sarroca

## Sant Pere de Riudebitlles
Vegeu la llista de monuments de Sant Pere de Riudebitlles

## Sant Quintí de Mediona
| Monument                              | Protecció    | Estil/època             | Localització                                                           | Coordenades                                          | Codi?         | Imatge |
| ------------------------------------- | ------------ | ----------------------- | ---------------------------------------------------------------------- | ---------------------------------------------------- | ------------- | --- |
| Castell de Sant Quintí                | BCIN 1536-MH | Obra popular XVII-XVIII | Sant Quintí de Mediona Ctra. C-244, km 21, a 300 m, camí del Cementiri | 41° 27′ 36″ N, 1° 39′ 59″ E / 41.460120°N,1.666419°E | RI-51-0005676 | Castell de Sant Quintí (Sant Quintí de Mediona) · Vegeu més fotos d'aquest monument · Carregueu una nova foto d'aquest monument                |
| La Passada                            |              | XVIII                   | Sant Quintí de Mediona Ctra. C-244, km 21,5                            | 41° 27′ 31″ N, 1° 40′ 25″ E / 41.458674°N,1.673748°E | IPA-2831      | La Passada (Sant Quintí de Mediona) · Vegeu més fotos d'aquest monument · Carregueu una nova foto d'aquest monument                            |
| Molí de Ca l'Oliver                   |              | Obra popular XVIII      | Sant Quintí de Mediona Ctra. C-244, km 22, a 600 m                     | 41° 27′ 29″ N, 1° 40′ 13″ E / 41.458095°N,1.670371°E | IPA-2832      | Molí de Ca n'Oliver (Sant Quintí de Mediona) · Vegeu més fotos d'aquest monument · Carregueu una nova foto d'aquest monument                   |
| Casal de la Rectoria Vella            |              | Renaixement XVI         | Sant Quintí de Mediona Pl. de l'Església, 1                            | 41° 27′ 44″ N, 1° 39′ 47″ E / 41.462206°N,1.662947°E | IPA-2833      | Carregueu una nova foto d'aquest monument |
| Nucli antic                           |              | Obra popular XVI        | Sant Quintí de Mediona Pl. Prat de la Riba                             | 41° 27′ 44″ N, 1° 39′ 45″ E / 41.462163°N,1.662385°E | IPA-2834      | Nucli antic (Sant Quintí de Mediona) · Vegeu més fotos d'aquest monument · Carregueu una nova foto d'aquest monument                           |
| Casa del Pepet Hortolà, Cal Pagès     |              | Modernisme XX (1913)    | Sant Quintí de Mediona C. Sant Antoni, 4                               | 41° 27′ 44″ N, 1° 39′ 56″ E / 41.46235°N,1.66559°E   | IPA-12144     | Carregueu una nova foto d'aquest monument |
| Cal Claudio                           |              | XX                      | Sant Quintí de Mediona Av. Montserrat, 43                              | 41° 27′ 49″ N, 1° 39′ 59″ E / 41.46355°N,1.66627°E   | IPA-12145     | Carregueu una nova foto d'aquest monument |
| Ca l'Agustí                           |              |                         | Sant Quintí de Mediona Av. Montserrat, 39                              | 41° 27′ 48″ N, 1° 39′ 59″ E / 41.46337°N,1.66626°E   | IPA-12146     | Carregueu una nova foto d'aquest monument |
| Cal Barris                            |              |                         | Sant Quintí de Mediona Av. Montserrat, 45                              | 41° 27′ 49″ N, 1° 39′ 59″ E / 41.4637°N,1.66629°E    | IPA-12147     | Carregueu una nova foto d'aquest monument |
| Creu de terme                         |              |                         | Sant Quintí de Mediona C. Creueta, 1                                   |                                                      | IPA-30629     | Carregueu una nova foto d'aquest monument |
| Xemeneia de la fassina de Ca n'Oliver |              | Obra popular XX         | Sant Quintí de Mediona A l'entrada de la vila                          | 41° 27′ 29″ N, 1° 40′ 18″ E / 41.458110°N,1.671723°E | IPA-30719     | Xemeneia de la fassina de Ca n'Oliver (Sant Quintí de Mediona) · Vegeu més fotos d'aquest monument · Carregueu una nova foto d'aquest monument |
| Església parroquial de Sant Quintí    |              | Gòtic tardà XV-XVI      | Sant Quintí de Mediona Pl. de l'Església                               | 41° 27′ 45″ N, 1° 39′ 47″ E / 41.462405°N,1.662979°E | IPA-30729     | Església parroquial de Sant Quintí (Sant Quintí de Mediona) · Vegeu més fotos d'aquest monument · Carregueu una nova foto d'aquest monument    |

## Sant Sadurní d'Anoia
Vegeu la llista de monuments de Sant Sadurní d'Anoia

## Santa Fe del Penedès
| Monument                           | Protecció | Estil/època                    | Localització                                                         | Coordenades                                          | Codi?     | Imatge |
| ---------------------------------- | --------- | ------------------------------ | -------------------------------------------------------------------- | ---------------------------------------------------- | --------- | --- |
| Església parroquial de Santa Maria | BCIL 2017 | Barroc XVII                    | Santa Fe del Penedès Pl. de l'Església                               | 41° 23′ 05″ N, 1° 43′ 16″ E / 41.384685°N,1.721082°E | IPA-2776  | Església parroquial de Santa Maria (Santa Fe del Penedès) · Vegeu més fotos d'aquest monument · Carregueu una nova foto d'aquest monument |
| Cal Puig                           | BCIL 2017 | Obra popular XVII              | Santa Fe del Penedès C. Major, 1                                     | 41° 23′ 07″ N, 1° 43′ 14″ E / 41.385139°N,1.720630°E | IPA-2777  | Cal Puig (Santa Fe del Penedès) · Vegeu més fotos d'aquest monument · Carregueu una nova foto d'aquest monument                           |
| Cal Ferret, Ca l'Adjudicatori      | BCIL 2017 | Noucentisme XX                 | Santa Fe del Penedès C. Feliciana Planas Ferret, 2                   | 41° 23′ 03″ N, 1° 43′ 15″ E / 41.384078°N,1.720771°E | IPA-15899 | Cal Ferret (Santa Fe del Penedès) · Vegeu més fotos d'aquest monument · Carregueu una nova foto d'aquest monument                         |
| Ca la Mília                        | BCIL 2017 | Obra popular XX                | Santa Fe del Penedès C. Migdia, 5-7                                  | 41° 23′ 05″ N, 1° 43′ 13″ E / 41.384586°N,1.720294°E | IPA-15900 | Ca la Mília (Santa Fe del Penedès) · Vegeu més fotos d'aquest monument · Carregueu una nova foto d'aquest monument                        |
| Ca la Sió, Ca la Ció, la Rectoria  | BCIL 2017 | Noucentisme XX Inici           | Santa Fe del Penedès C. de l'Horta, 4                                | 41° 23′ 04″ N, 1° 43′ 16″ E / 41.384314°N,1.720993°E | IPA-15901 | Ca la Sió (Santa Fe del Penedès) · Vegeu més fotos d'aquest monument · Carregueu una nova foto d'aquest monument                          |
| La Cooperativa                     |           | Obra popular                   | Santa Fe del Penedès Pl. Església                                    | 41° 23′ 03″ N, 1° 43′ 15″ E / 41.38428°N,1.72096°E   | IPA-15902 | La Cooperativa (Santa Fe del Penedès) · Vegeu més fotos d'aquest monument · Carregueu una nova foto d'aquest monument                     |
| Cal Montserrat, Cal Camil          | BCIL 2017 | Obra popular, renaixement XVII | Santa Fe del Penedès C. Migdia, 3                                    | 41° 23′ 04″ N, 1° 43′ 14″ E / 41.384543°N,1.720475°E | IPA-15903 | Cal Montserrat (Santa Fe del Penedès) · Vegeu més fotos d'aquest monument · Carregueu una nova foto d'aquest monument                     |
| Creu de terme                      | BCIL 2017 | XX                             | Santa Fe del Penedès C. de l'Horta                                   | 41° 23′ 04″ N, 1° 43′ 16″ E / 41.38445°N,1.72099°E   | IPA-49267 | Creu de terme (Santa Fe del Penedès) · Modifica el valor a Wikidata · Carregueu una nova foto d'aquest monument                           |
| Els Botins                         | BCIL 2017 | Obra popular XII               | Santa Fe del Penedès Ctra. 243, de Sant Sadurní a Vilafranca, km 6-7 | 41° 23′ 11″ N, 1° 43′ 56″ E / 41.38637°N,1.73210°E   | IPA-49291 | Els Botins (Santa Fe del Penedès) · Vegeu més fotos d'aquest monument · Carregueu una nova foto d'aquest monument                         |

## Santa Margarida i els Monjos
Vegeu la llista de monuments de Santa Margarida i els Monjos

## Subirats
Vegeu la llista de monuments de Subirats

## Torrelavit
| Monument                                                                             | Protecció    | Estil/època              | Localització                                                         | Coordenades                                          | Codi?         | Imatge |
| ------------------------------------------------------------------------------------ | ------------ | ------------------------ | -------------------------------------------------------------------- | ---------------------------------------------------- | ------------- | --- |
| Castellot d'en Vallès i Santa Maria de Lavit, Castell de Lavit i capella del castell | BCIN 1651-MH | X                        | Torrelavit C. del Molí, prop de l'església de Santa Maria            | 41° 26′ 48″ N, 1° 43′ 48″ E / 41.446668°N,1.729865°E | RI-51-0005746 | Carregueu una nova foto d'aquest monument                                                                                          |
| Cal Bori, Can Parellada de la Mata                                                   |              | Obra popular XVI         | Torrelavit Ctra. BP-2151, km 13,4 a 300 m                            | 41° 26′ 10″ N, 1° 44′ 11″ E / 41.436022°N,1.736258°E | IPA-4828      | Can Parellada de la Mata (Torrelavit) · Vegeu més fotos d'aquest monument · Carregueu una nova foto d'aquest monument              |
| Capella de la Masia Ribalta, Sant Joan de Ribalta                                    |              | Obra popular XIV-XVIII   | Torrelavit Ctra. BP-2151, km 10,40 a 1,5 km                          | 41° 26′ 21″ N, 1° 45′ 17″ E / 41.43924°N,1.75473°E   | IPA-4858      | Carregueu una nova foto d'aquest monument                                                                                          |
| Masia Ribalta                                                                        |              | Obra popular XVIII       | Torrelavit Ctra. BP-2151, km 10,40 a 1,5 km                          | 41° 26′ 22″ N, 1° 45′ 16″ E / 41.43933°N,1.75440°E   | IPA-4859      | Carregueu una nova foto d'aquest monument                                                                                          |
| Can Cardús                                                                           |              | Obra popular XV-XIX      | Torrelavit Ctra. BP-2151, km 12 a 1,25 km                            | 41° 26′ 45″ N, 1° 44′ 54″ E / 41.445891°N,1.748360°E | IPA-4860      | Can Cardús (Torrelavit) · Vegeu més fotos d'aquest monument · Carregueu una nova foto d'aquest monument                            |
| Heretat Segura Viudes, Ca l'Esbert                                                   |              | Obra popular             | Torrelavit Ctra. BP-2125, km 13 a 300 m                              | 41° 26′ 24″ N, 1° 44′ 34″ E / 41.440102°N,1.742846°E | IPA-4861      | Heretat Segura Viudes (Torrelavit) · Vegeu més fotos d'aquest monument · Carregueu una nova foto d'aquest monument                 |
| Casa rectoral de Lavit                                                               |              | Barroc Medieval-XVII     | Torrelavit C. Molí, 1, Lavit                                         | 41° 26′ 48″ N, 1° 43′ 47″ E / 41.446712°N,1.729586°E | IPA-4863      | Casa rectoral de Lavit (Torrelavit) · Vegeu més fotos d'aquest monument · Carregueu una nova foto d'aquest monument                |
| Can Parellada                                                                        |              | Obra popular             | Torrelavit Ctra. C-244, km 24,7 a 1 km, nucli de Sant Martí Sadevesa | 41° 25′ 55″ N, 1° 41′ 30″ E / 41.43204°N,1.69168°E   | IPA-4864      | Carregueu una nova foto d'aquest monument                                                                                          |
| Torre del Guano                                                                      |              | Modernisme XX (1907)     | Torrelavit Ctra. BP-2151, km 13,5                                    | 41° 26′ 23″ N, 1° 43′ 59″ E / 41.439726°N,1.733193°E | IPA-4865      | Torre del Guano (Torrelavit) · Vegeu més fotos d'aquest monument · Carregueu una nova foto d'aquest monument                       |
| Grup escolar, Escola J. J. Ràfols                                                    |              | Noucentisme XX Inici     | Torrelavit C. de les Escoles                                         | 41° 26′ 53″ N, 1° 43′ 44″ E / 41.448126°N,1.728756°E | IPA-4866      | Escola J. J. Ràfols (Torrelavit) · Vegeu més fotos d'aquest monument · Carregueu una nova foto d'aquest monument                   |
| Santa Maria de Lavit                                                                 |              | Romànic, barroc XII-XVII | Torrelavit Pl. de l'Església                                         | 41° 26′ 48″ N, 1° 43′ 47″ E / 41.446742°N,1.729849°E | IPA-4879      | Santa Maria de Lavit (Torrelavit) · Vegeu més fotos d'aquest monument · Carregueu una nova foto d'aquest monument                  |
| Molí de l'Alcover, Molí Cover                                                        |              | Obra popular XVIII       | Torrelavit Ctra. BP-2151, km 12, a 1 km                              | 41° 26′ 32″ N, 1° 44′ 31″ E / 41.442299°N,1.741930°E | IPA-4880      | Molí Cover (Torrelavit) · Vegeu més fotos d'aquest monument · Carregueu una nova foto d'aquest monument                            |
| Capella de Sant Martí Sadevesa                                                       |              | Romànic Medieval         | Torrelavit Ctra. C-244, km 24,7 a 1 km                               | 41° 25′ 55″ N, 1° 41′ 31″ E / 41.431925°N,1.692054°E | IPA-4881      | Capella de Sant Martí Sadevesa (Torrelavit) · Vegeu més fotos d'aquest monument · Carregueu una nova foto d'aquest monument        |
| Can Raspall dels Horts                                                               |              | Modernisme XX Inici      | Torrelavit Ctra. C-244, km 26,5 a 500 m                              | 41° 25′ 35″ N, 1° 41′ 15″ E / 41.426287°N,1.687381°E | IPA-4882      | Can Raspall dels Horts (Torrelavit) · Vegeu més fotos d'aquest monument · Carregueu una nova foto d'aquest monument                |
| Creu de Lavit, creu de terme                                                         |              | Obra popular XIX Mitjan  | Torrelavit Crta. de Torrelavit al Pla del Penedès                    | 41° 26′ 15″ N, 1° 43′ 41″ E / 41.437516°N,1.728054°E | IPA-30648     | Creu de Lavit (Torrelavit) · Vegeu més fotos d'aquest monument · Carregueu una nova foto d'aquest monument                         |
| Cal Senyor Lluís                                                                     |              | Obra popular XX Inici    | Torrelavit C. Joan i Jaume Ràfols, 12, Lavit                         | 41° 26′ 41″ N, 1° 44′ 02″ E / 41.444596°N,1.733769°E | IPA-4888      | Cal Senyor Lluís (Torrelavit) · Vegeu més fotos d'aquest monument · Carregueu una nova foto d'aquest monument                      |
| Cal Feliu                                                                            |              | Obra popular XX Inici    | Torrelavit C. Joan i Jaume Ràfols, 11, Lavit                         | 41° 26′ 41″ N, 1° 43′ 58″ E / 41.444792°N,1.732772°E | IPA-4889      | Cal Feliu (Torrelavit) · Vegeu més fotos d'aquest monument · Carregueu una nova foto d'aquest monument                             |
| Cal Nonis                                                                            |              | Noucentisme XX (1916)    | Torrelavit C. del Molí, 58, Lavit                                    | 41° 26′ 49″ N, 1° 43′ 45″ E / 41.446877°N,1.729092°E | IPA-4891      | Cal Nonis (Torrelavit) · Vegeu més fotos d'aquest monument · Carregueu una nova foto d'aquest monument                             |
| Torre Sala de la Font                                                                |              | Eclecticisme XX (1901)   | Torrelavit C. del Castell, 2, Lavit                                  | 41° 26′ 49″ N, 1° 43′ 46″ E / 41.446863°N,1.729403°E | IPA-4892      | Torre Sala de la Font (Torrelavit) · Vegeu més fotos d'aquest monument · Carregueu una nova foto d'aquest monument                 |
| Església de Sant Marçal de Terrassola                                                |              | Romànic XI-XII           | Torrelavit Pl. Pau Vidal, Terrassola                                 | 41° 26′ 52″ N, 1° 43′ 37″ E / 41.447754°N,1.726908°E | IPA-4862      | Església de Sant Marçal de Terrassola (Torrelavit) · Vegeu més fotos d'aquest monument · Carregueu una nova foto d'aquest monument |
| Cal Rovira                                                                           |              | Obra popular XIX Final   | Torrelavit C. Bonavista, 10, Terrassola                              | 41° 26′ 51″ N, 1° 43′ 35″ E / 41.447505°N,1.726422°E | IPA-4883      | Cal Rovira (Torrelavit) · Vegeu més fotos d'aquest monument · Carregueu una nova foto d'aquest monument                            |
| Ca l'Andalús                                                                         |              | Obra popular XX (1912)   | Torrelavit C. Sant Pau, 1, Terrassola                                | 41° 26′ 51″ N, 1° 43′ 37″ E / 41.447528°N,1.726864°E | IPA-4884      | Ca l'Andalús (Torrelavit) · Vegeu més fotos d'aquest monument · Carregueu una nova foto d'aquest monument                          |
| Ca l'Olivé                                                                           |              | Modernisme XIX Final     | Torrelavit Pl. Sant Marçal, 4, Terrassola                            | 41° 26′ 50″ N, 1° 43′ 36″ E / 41.447176°N,1.726776°E | IPA-4885      | Carregueu una nova foto d'aquest monument                                                                                          |
| Cal Font                                                                             |              | Obra popular XX Inici    | Torrelavit Pl. Sant Marçal, Terrassola                               | 41° 26′ 50″ N, 1° 43′ 36″ E / 41.447338°N,1.726760°E | IPA-4886      | Cal Font (Torrelavit) · Vegeu més fotos d'aquest monument · Carregueu una nova foto d'aquest monument                              |
| Ca la Júlia                                                                          |              | Obra popular XX Inici    | Torrelavit C. Major, 1, Terrassola                                   | 41° 26′ 50″ N, 1° 43′ 38″ E / 41.447092°N,1.727340°E | IPA-4887      | Ca la Júlia (Torrelavit) · Vegeu més fotos d'aquest monument · Carregueu una nova foto d'aquest monument                           |

## Torrelles de Foix
Vegeu la llista de monuments de Torrelles de Foix

## Vilafranca del Penedès
Vegeu la llista de monuments de Vilafranca del Penedès

## Vilobí del Penedès
| Monument                                                                                               | Protecció | Estil/època          | Localització                                                        | Coordenades                                          | Codi?    | Imatge |
| --- | --------- | -------------------- | ------------------------------------------------------------------- | ---------------------------------------------------- | -------- | --- |
| La Cooperativa                                                                                         |           | Eclecticisme         | Vilobí del Penedès C. Cooperativa, 1, barri de Bellver              | 41° 23′ 38″ N, 1° 39′ 28″ E / 41.393999°N,1.657863°E | IPA-5063 | La Cooperativa (Vilobí del Penedès) · Vegeu més fotos d'aquest monument · Carregueu una nova foto d'aquest monument                       |
| Castell d'en Baró                                                                                      |           | Obra popular         | Vilobí del Penedès Pl. del Jardí, 1                                 | 41° 23′ 22″ N, 1° 39′ 42″ E / 41.389431°N,1.661664°E | IPA-5064 | Castell d'en Baró (Vilobí del Penedès) · Vegeu més fotos d'aquest monument · Carregueu una nova foto d'aquest monument                    |
| La Saleta                                                                                              |           | Obra popular         | Vilobí del Penedès Ctra. BV-2127 km 4,52 a 600 m                    | 41° 23′ 13″ N, 1° 40′ 33″ E / 41.386982°N,1.675732°E | IPA-5065 | La Saleta (Vilobí del Penedès) · Vegeu més fotos d'aquest monument · Carregueu una nova foto d'aquest monument                            |
| Església del cementiri de Vilobí del Penedès, antiga església parroquial de Santa Maria de Vallformosa | BCIL 2014 | Neoclassicisme XVIII | Vilobí del Penedès Ctra. BV-2127 km 4,6 a 200 m, pla de Vallformosa | 41° 22′ 56″ N, 1° 40′ 35″ E / 41.382206°N,1.676367°E | IPA-5066 | Església del cementiri de Vilobí del Penedès · Vegeu més fotos d'aquest monument · Carregueu una nova foto d'aquest monument              |
| Cal Temporal                                                                                           |           | Eclecticisme XX      | Vilobí del Penedès C. Noguer, 2, barri de Bellver                   | 41° 23′ 42″ N, 1° 39′ 23″ E / 41.394865°N,1.656469°E | IPA-5067 | Cal Temporal (Vilobí del Penedès) · Vegeu més fotos d'aquest monument · Carregueu una nova foto d'aquest monument                         |
| Capella de Sant Pere de Bellver                                                                        |           | Obra popular         | Vilobí del Penedès Pl. de l'Església, barri de Bellver              | 41° 23′ 40″ N, 1° 39′ 26″ E / 41.394568°N,1.657289°E | IPA-5068 | Capella de Sant Pere de Bellver (Vilobí del Penedès) · Vegeu més fotos d'aquest monument · Carregueu una nova foto d'aquest monument      |
| Casal la Pineda de Vallformosa                                                                         |           | Gòtic, renaixement   | Vilobí del Penedès Ctra. BV-2127 km 4,5 a 600 m, la Pineda          | 41° 23′ 10″ N, 1° 40′ 58″ E / 41.386153°N,1.682745°E | IPA-5069 | Casal la Pineda de Vallformosa (Vilobí del Penedès) · Vegeu més fotos d'aquest monument · Carregueu una nova foto d'aquest monument       |
| Santa Maria de Vallformosa                                                                             |           | Historicisme XX      | Vilobí del Penedès Pl. Mn. Lluís Panyella                           | 41° 23′ 28″ N, 1° 39′ 48″ E / 41.391144°N,1.66334°E  | IPA-5070 | Santa Maria de Vallformosa (Vilobí del Penedès) · Vegeu més fotos d'aquest monument · Carregueu una nova foto d'aquest monument           |
| Cal Fontanals                                                                                          |           | Eclecticisme         | Vilobí del Penedès Pl. Major                                        | 41° 23′ 20″ N, 1° 39′ 43″ E / 41.388947°N,1.661842°E | IPA-5071 | Cal Fontanals (Vilobí del Penedès) · Vegeu més fotos d'aquest monument · Carregueu una nova foto d'aquest monument                        |
| Ca la Quitèria de Vilobí                                                                               |           | Eclecticisme         | Vilobí del Penedès Pl. Major, 1                                     | 41° 23′ 21″ N, 1° 39′ 40″ E / 41.389045°N,1.661026°E | IPA-5072 | Ca la Quitèria de Vilobí (Vilobí del Penedès) · Vegeu més fotos d'aquest monument · Carregueu una nova foto d'aquest monument             |
| Ca la Quitèria del carrer dels Talls                                                                   |           | Eclecticisme         | Vilobí del Penedès C. Talls, 3 - c. de la Diputació                 | 41° 23′ 19″ N, 1° 39′ 41″ E / 41.388535°N,1.661312°E | IPA-5074 | Ca la Quitèria del carrer dels Talls (Vilobí del Penedès) · Vegeu més fotos d'aquest monument · Carregueu una nova foto d'aquest monument |
| Ca l'Olivella                                                                                          |           | Eclecticisme         | Vilobí del Penedès C. de la Diputació                               | 41° 23′ 18″ N, 1° 39′ 39″ E / 41.38829°N,1.66087°E   | IPA-5075 | Ca l'Olivella (Vilobí del Penedès) · Vegeu més fotos d'aquest monument · Carregueu una nova foto d'aquest monument                        |
| Fàbrica de guix                                                                                        |           | Noucentisme          | Vilobí del Penedès C. de la Diputació                               | 41° 23′ 16″ N, 1° 39′ 43″ E / 41.387839°N,1.661865°E | IPA-5076 | Fàbrica de guix (Vilobí del Penedès) · Vegeu més fotos d'aquest monument · Carregueu una nova foto d'aquest monument                      |
| Cal Romeu                                                                                              |           | Gòtic tardà          | Vilobí del Penedès Baixada Oreneta, 10, barri de Bellver            | 41° 23′ 38″ N, 1° 39′ 25″ E / 41.393863°N,1.657028°E | IPA-5078 | Cal Romeu (Vilobí del Penedès) · Vegeu més fotos d'aquest monument · Carregueu una nova foto d'aquest monument                            |
| Cal Forner                                                                                             |           | Obra popular         | Vilobí del Penedès Bellver                                          |                                                      | IPA-5079 | Cal Forner (Vilobí del Penedès) · Vegeu més fotos d'aquest monument · Carregueu una nova foto d'aquest monument                           |